# Christian Rosenkreutz
 (août 2009).
Christian Rosenkreutz ou Christian Rose-Croix (« le Chrétien à la Rose et à la Croix ») ou C.R.C. est un personnage mythique, censé être le fondateur de la Rose-Croix.
Il serait né en 1378 et mort en 1484.
Ce nom apparaît pour la première fois dans les  Noces chymiques de Christian Rosenkreutz sous la plume de Johann Valentin Andreae en 1616. Ce texte constitue le troisième manifeste rosicrucien, ne contient pas d'éléments biographiques, mais est un récit allégorique où l'on peut retrouver la description détaillée d'un processus alchimique traditionnel.
Différentes hypothèses, narrations ou récits tournent autour de cette figure énigmatique qui a fait couler beaucoup d'encre, principalement chez ceux qui s'estiment, à un titre ou un autre, les propagateurs de l'enseignement de Rose-Croix.

## Le personnage de Christian Rosenkreutz
Selon certaines études universitaires[réf. nécessaire], Rosenkreutz aurait été inventé par Johann Valentin Andreæ, l'un des auteurs probables des manifestes rosicruciens. Le récit de la vie de Christian Rosenkreutz paraît s'inspirer des vies et œuvres des mystiques chrétiens comme Christian von Rœsgen-Germelshausen et Thomas a Kempis.
Il aurait fondé un ordre composé d'étudiants mystiques dont l'histoire de son début serait trouvée dans le manifeste allemand, Fama Fraternitatis (1614), qui fut publié en plusieurs langues.

## Selon Spencer Lewis
Selon Harvey Spencer Lewis, et l'AMORC, Christian Rose-Croix serait un personnage mythique.
Pour l'AMORC, le personnage de Christian Rose-Croix, ou Christian Rosenkreutz, est une allégorie. En effet, l'ordre aurait été créé, non par un initié portant ce nom symbolique, mais par une société initiatique de Mystères organisée par le pharaon Thoutmôsis III. Ce pharaon aurait regroupé les écoles de mystères existantes au sein d'une même entité, il y a 3 500 ans.

## Selon Rudolf Steiner
Selon l'occultiste Rudolf Steiner, Christian Rose-Croix vécut au XIIIe siècle. À cette époque, le monde spirituel s'est fermé durant un temps même aux initiés. À ce moment, le christianisme entra dans l'âge d'or de la scolastique avec Thomas d'Aquin. La compréhension du christianisme n'étant plus possible par la mystique, elle fut recherchée dans l'abondante philosophie de l'Antiquité, notamment chez Aristote. C'est dans ce contexte de nuit spirituelle qu'une communauté de douze frères initiés se regroupa. Ils portaient en leur sein toutes les connaissances acquises depuis les ères anciennes et mythiques par lesquelles serait passée l'humanité jusqu'à nos jours. Cette communauté se constitua autour de Rosenkreutz.
Ces douze frères, conscients de la grandeur du christianisme, initièrent Rosenkreutz qui ainsi réunit en lui les douze courants de sagesse dont ils étaient les porteurs.
L'initiation transforma complètement son âme. En elle vivait comme une renaissance de ces douze sagesses revivifiées par le Christ. Ce fut une expérience illuminatrice analogue à celle de Paul de Tarse.
Rosenkreuz mourut peu de temps après. Du point de vue occulte, dit Steiner, le fruit de l'initiation du treizième fut conservé dans l'atmosphère spirituelle de la Terre, comme élément subsistant du corps éthérique. Cette aura éthérique adombra et inspira les douze, ainsi que leurs disciples, qui donnèrent alors naissance au courant occulte de la Rose-Croix.
Quant à ce corps éthérique il continua à agir, et il pénétra dans le corps éthérique du treizième lorsqu'il se réincarna vers le milieu du XIVe siècle. Christian Rose-Croix vécut alors plus de cent ans. Il était de nationalité allemande d'où son nom allemand « Rosenkreutz ». Il fut élevé dans le cercle des disciples et des successeurs des douze.
À vingt-huit ans, il voyagea et quitta l'Europe. Il alla d'abord vers Damas, et refit l'expérience illuminatrice de Paul de Tarse, du fait que les forces du corps éthérique de l'individualité du XIIIe avaient conservé toute leur vigueur. C'est seulement à partir de cette incarnation qu'il fut nommé Christian Rose-Croix. Bien que d'un point de vue ésotérique, dans le sens occulte il est déjà Christian Rose-Croix au XIIIe siècle. Ce sont ses disciples, les successeurs des douze du XIIIe siècle, qui sont les Rose-Croix.
Christian Rose-Croix parcourut alors tout le monde connu. Après avoir reçu la sagesse des douze fécondée par l'être du Christ, il lui fut aisé d'assimiler en l'espace de sept ans toute la science de son époque.
Après sept ans, il rentra en Europe et prit pour élèves les plus avancés des disciples et successeurs des douze et il inaugura alors le véritable travail des Rose-Croix. En 1785, les révélations des Rose-Croix furent publiés dans Les Figures secrètes des Rose-Croix. Ce document fournit quelques indications succinctes sur l'activité des Rose-Croix pendant les cent années précédentes. Cent ans plus tard, l'action rosicrucienne s'est exprimée à nouveau dans les œuvres d'Helena Blavatsky, spécialement dans Isis dévoilée publiée en 1877.

## Selon Max Heindel
Selon Max Heindel, le fondateur de la Rosicrucian Fellowship (Association Rosicrucienne) vers 1910, Christian Rose-Croix serait un instructeur d'une haute spiritualité, étant apparu au XIIIe siècle. Il aurait fondé l'ordre mystérieux des Rose-Croix, présenté comme une « École des Mystères », afin d'unir dans un système cohérent la beauté vivante du spirituel et de l'art à la force progressivement dominante des disciplines exactes. Il se serait constamment réincarné en Europe, à différents endroits d'Europe, et il existait au temps où Heindel écrivait son œuvre majeure, la Cosmogonie des Rose-Croix. Christian Rose-Croix serait l'inspirateur, en tant que force spirituelle, des œuvres de Francis Bacon, Jakob Böhme, etc., mais on perçoit son influence dans les œuvres de Wagner (l'opéra Parsifal) et de Goethe, entre autres.[réf. nécessaire]
Max Heindel et Rudolf Steiner s'accordent pour voir dans l'énigmatique comte de Saint-Germain, courtisan, aventurier et alchimiste (mort le 27 février 1784) une incarnation de Christian Rose-Croix.

## Graal, cathares et croix aux roses
Le fondateur au début du XXe siècle de l'École de la Rose-Croix d'Or (Lectorium Roscrucianum), Jan van Rijckenborgh, reprend presque entièrement à son compte les textes de Steiner et l'avis de Max Heindel sur le fondateur des « Rose-Croix ». « Christian Rose-Croix » serait un prototype de l'être accompli selon l'esprit, l'âme et le corps, un être régénéré. Il œuvrerait directement en tant que force spirituelle concentrée, en agissant au sein de ses temples qu'ils nomment « Temple de Feu ».
Le rôle des rosicruciens consisterait à dynamiser les forces du corps éthérique de Christian Rose-Croix et à les transmuter en un corps d'initiation accessible à tous.
Selon Jan van Rijckenborgh, le courant rosicrucien se serait associé étroitement avec les cathares, sans influencer leur doctrine ou leurs rites de l'extérieur, ce qui permettrait de faire remonter l'histoire rosicrucienne au XIIIe siècle. Par la suite, une certaine influence aurait perduré par les templiers et plus spécialement tout ce qui a été à l'origine de la quête du Saint Graal ainsi que des textes y faisant référence.
En fait, cathares, Graal, et « croix aux roses » sont considérés par ces rosicruciens comme trois dimensions d'une même quête éternelle s'accomplissant à travers les siècles, et s'exprimant actuellement en « Christian Rose-Croix ».